# 마르크 플라뉘
마르크 플라뉘(프랑스어: Marc Planus, 1982년 3월 7일 ~ )는 프랑스의 전 축구 선수로, 포지션은 수비수이다.
2002년 11월 9일 FC 지롱댕 드 보르도에 입단하였으며, 그곳에서 첫 경기를 뛰었다. 183cm의 키를 가진 그는 2002/03 시즌에 데뷔하였으며, 17경기를 뛰었다.
2010년 남아공 월드컵에서 프랑스 국가대표였다.

## 같이 보기
- 원클럽맨 명단